# Торпедні катери типу «Д-3»
Торпедні катери типу «Д-3» (проєкт П-19-ОК) — вид торпедних катерів, які стояли на озброєнні ВМФ СРСР під час Німецько-радянської війни.

## Опис

### Ходові якості
Повна водотоннажність становила трохи більше 32 тонн. Максимальні розміри: 21,6 × 3,9 × 0,8. Швидкість залежала від двигунів: двигуни сімейства ГАМ-34 давали хід від 32 до 37 вузлів, американські двигуни Packard — до 48 вузлів ходу. Дальність плавання при максимальній швидкості сягала 320-350 миль, при швидкості у 8 вузлів — 550 миль. Катер міг бути задіяний при вітрі не більше 6 балів.

### Озброєння
На кораблі ставилися два кулемети ДШК калібру 12,7 мм. Деякі зразки озброювалися кулеметами розробки фірм «Кольт», «Браунінг» тощо, а на деякі ставилася і автоматична гармата «Ерлікон» калібру 20 мм. Основним торпедним озброєнням були бугельні торпедні апарати БС-7, з яких випускалися дві торпеди калібру 533 мм зразка 1939 роки (маса кожної 1800 кг при заряді тротилу 320 кг, швидкість до 51 вузла, дальність ходу 21 кабельтов). Постріл проводився з містка катера при підпалюванні гальванічного запального патрона.

### Захист
Корпус цих катерів виготовлявся з дерева, мав товщину до 40 мм. Для захисту днище було зроблено тришаровим, а борт і палуба двошаровими (зовнішній шар виготовлявся з модрини, а внутрішній з сосни). Обшивку зміцнювали мідними цвяхами в співвідношенні 5 цвяхів на квадратний дециметр. При малих пошкодженнях сосна набухала і затягувала пробоїни і отвори. Як баласт використовувалися звичайні пічні цеглини.

### Відсіки
Корпус поділявся на п'ять водонепроникних відсіків: в першому розташовувався форпік, у другому — чотиримісний кубрик, також були камбуз, вигородка для котла і радіокаюта (був передбачений обігрів для них). Навігаційне обладнання було краще, ніж на катерах типу Г-5. На борт можна було взяти і десантну групу. Екіпаж у 8-10 чоловік дозволяв катеру діяти далеко від бази протягом довгого часу.

## Будівництво
Катери будувалися на заводах в Ленінграді і Соснівці (Кіровська область). У складі Північного флоту до війни були побудовані всього два катери, проте в серпні 1941 року ленінградські робітники встигли побудувати і здати в експлуатацію ще 5 одиниць. Ці сім катерів були зведені в окремий загін, який діяв до 1943 року. У 1943 році серійне виробництво катерів відновилося.

## Служба
Живучість катерів була досить високою. В ході десантної операції в Ліїнахамарі, в якій брали участь дві групи катерів Північного флоту під командуванням капітан-лейтенанта О. О. Шабаліна і капітана 2 рангу С. Г. Коршуновича, катери потрапили під щільний артилерійський обстріл з німецької і фінської сторони. При цьому катер ТК-114 отримав пошкодження тяги керма, проте за допомогою одних тільки моторів екіпаж вивів корабель з-під обстрілу. Як виявилося, в корпусі було 200 пробоїн. Однак найбільшу живучість проявив катер ТК-209 під командуванням старшого лейтенанта А. І. Кисова: в травні 1944 року поблизу Кійских островів його атакувала німецька авіація. Від пострілів з кулеметів, гармат і бомб в корпусі утворилася 320 пробоїн, проте екіпаж не тільки врятував катер від загибелі, але і зумів збити один з літаків.
Головний катер. 6.08.1940 р. включений до складу ЧФ. Потопив 13.06.1942 р. італійський підводний човен "СВ-5" і 1.08.1942 р. спільно з катером "СМ-3" німецьку швидкохідну десантну баржу "F 334" (220 т).

## Пам'ять
В Сєвєроморську на площі Мужності на вічну стоянку поставлений катер ТКА-12, яким командували герої Німецько-радянської війни лейтенант Б. Ф. Химченко, лейтенант О. О. Шабалін (двічі Герой Радянського Союзу), старший лейтенант С. Ф. Чекригін, лейтенант Г . М. Паламарчук (Герой Радянського Союзу), лейтенант Л. П. Чепелкін, капітан-лейтенант П. Я. Шуляковський.